# Nordwestdeutsche Kraftwerke

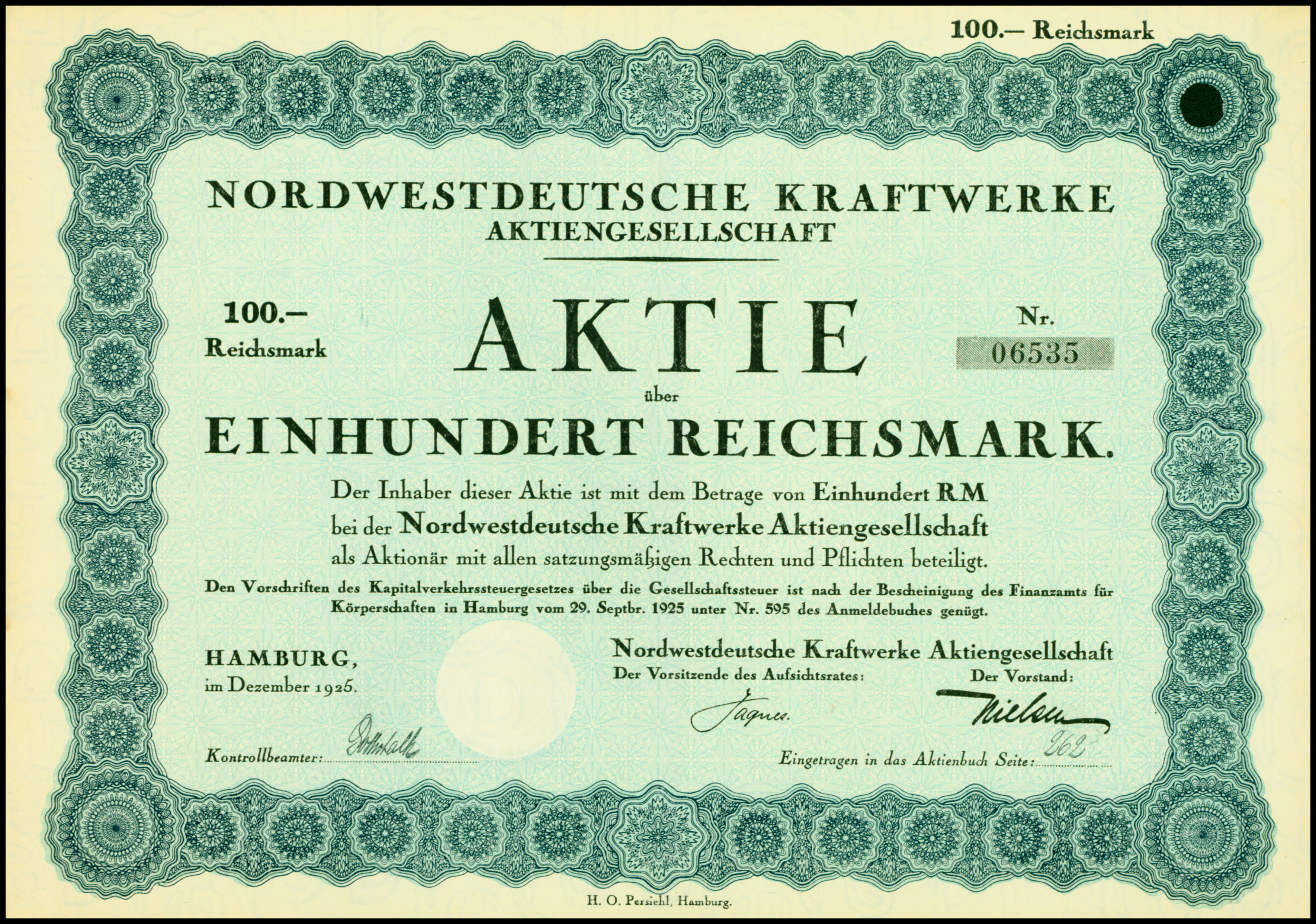
Aktie über 100 RM der Nordwestdeutschen Kraftwerke AG vom Dezember 1925

Die Nordwestdeutsche Kraftwerke AG, häufig abgekürzt NWK, war ein deutsches Elektrizitätsversorgungsunternehmen mit Sitz in Hamburg. Der Tätigkeitsbereich erstreckte sich auf das westliche Niedersachsen, den Hamburger Raum und das südliche Schleswig-Holstein.
1899/1900 wurde die Siemens Elektrische Betriebe AG aus der gleichnamigen GmbH, einer Tochter von Siemens & Halske, gegründet. Ab 1925 firmierte das Unternehmen, inzwischen mehrheitlich im Besitz der Preußischen Elektrizitäts-AG (PREAG, später PreussenElektra), als Nordwestdeutsche Kraftwerke AG. Das Unternehmen existierte bis 1985, als es durch Fusion in der Muttergesellschaft aufging.
Zu den Kraftwerken der NWK gehörten u. a. das Torfkraftwerk Wiesmoor, das Kraftwerk Emden (Kohle/Gas), das Kraftwerk Farge (Steinkohle), das Gemeinschaftskraftwerk Kiel, das Steinkohlekraftwerk Lübeck-Siems, das schwerölbefeuerte Kraftwerk Schilling, das Kernkraftwerk Stade, das Kraftwerk Wilhelmshaven (Import-Steinkohle), das Kernkraftwerk Unterweser, das Luftspeichergasturbinenkraftwerk Huntorf, sowie Schnellstart-Gasturbinenkraftwerke in Wilhelmshaven, Emden, Wiesmoor und Audorf. 